# Svea Rikes häfder
Svea Rikes häfder är en fackbok om Nordens historia av professorn i historia Erik Gustaf Geijer från 1825.
Utifrån den för tiden förhärskande historiesynen där myter och sagor ansågs kunna användas som historisk källa ger Geijer en genomgång av Nordens förhistoria. Som källa används bland annat myter och sagor ur den nordiska mytologin som Ynglingasagan, Den poetiska Eddan och Den prosaiska Eddan samt redogörelser om Norden av historiker och krönikörer som Snorre Sturlason, Adam av Bremen, Saxo Grammaticus med flera. Kronologiskt redogörs för tiden fram till 900-talet.

## Tes
Geijers utgångspunkt är de nordiska myterna och sagorna är uttryck för en folklig tradition som gått från generation till generation. Men sagorna innehåller både dikt och sanning och det är historikerns uppgift att skilja ut den äkta traditionen från den påhittade. Utgångspunkten är att det alltid finns en kärna av sanning. Henningsson (1961) påpekar att Geijer visar på sagornas opålitlighet som historisk källa men ändå inte drar slutsatsen att en saga kan vara helt och hållet uppdiktad.

## Tillkomst
I Frankrike publicerades det historiska uppslagsverket L'art de verifier les dates som kom ut i 14 band mellan 1821 och 1844. Allt eftersom nya band publicerades skickades dessa till den svenske kungen Karl XIV Johan. I ett följebrev till den tredje volymen bad redaktör N. V. de Saint-Allais kungen att ge i uppdrag till någon lärd person att skriva en kortare resumé över Sveriges historia från 1770 till då innevarande år, 1819. Det som efterfrågades var en kortare kronologisk resumé och personuppgifter om kungahuset. I maj 1819 svarade kungen att han funnit felaktigheter om den äldre svenska historien i uppslagsverkets andra volym och lovade därför att be någon lärd att korrigera och komplettera informationen om Sveriges historia samt skriva ett tillägg om Norges historia. Saint-Allais svarade en månad senare att om ett manuskript på franska kunde inkomma snarast så kunde detta tas med redan i den kommande upplagan.
Hur det gick till när kungen gav just Geijer i uppdrag att genomföra detta är inte känt. I efterhand står det klart att Geijer inte från början hade klart för sig vad som väntades av honom eller riktigt hur det skulle användas. Geijer har tagit sig an att skriva ett större verk om Sveriges historia, betydligt större än vad uppdraget krävde. Under sommaren och hösten 1820 avbröts arbetet och Geijer ägnade sig åt en skrift om Thomas Thorild samt sina plikter som professor i Uppsala. I brev till sin vän Atterbom i april 1821 berättade han att då fått närmare reda på att han förväntas skriva en artikel till den franska encyklopedin L'art de vérifier les dates och att om han från början haft klart för sig det begränsade uppdraget skulle han "gjort ifrån sig alltsammans på några ark och inom fjorton dagar." Vid detta lag hade han redan skrivit om den svenska historien fram till Gustaf Vasa.
Att Geijer studerat uppslagsverkets information om Sverige framgår av Geijers efterlämnade anteckningar, där han har antecknat felaktigheter i uppslagsverket, exempelvis påståendet att 1200-talskungen Erik läspe och halte grundade Uppsala universitet.
Att Geijer tidigt hade för avsikt att använda materialet även till en historisk lärobok framgår av en dagboksanteckning av vännen Adlerbeth från 3 november 1820.. I oktober 1821 omnämner han i brev till Adlerbeth att han skriver både ett större och ett mindre sammandrag av den svenska historien, det mindre om Sveriges historia fram till nyare tider för publiceringen i det franska uppslagsverket, det större arbetet om den svenska historien fram till Gustav III. Geijer hoppas att båda dessa ska vara klara för publicering 1822. Sista gången det mindre sammandraget omnämns är i ett brev från Geijers hustru från april 1822 där hon skriver att det nu är fullbordat. Vad som händer med texten därefter är okänt; åtminstone finns inget av Geijer skrivet med i den volym av det franska uppslagsverket från 1827 som behandlade Sveriges historia. Geijers manus är försvunnet, möjligtvis har delar av detta använts till artikeln "Om den gamla Swenska Förbundsförfattningen" i det nionde häftet av Iduna 1822.
I brev till Pehr Lagerhjelm i december 1823 skriver Geijer att hans historiska arbete beräknas att omfatta tre delar och att den första delen skulle kunna publiceras sommaren 1823. Så blev inte fallet. Lånejournalen från universitetsbiblioteket visar att Geijer under 1822 främst lånat böcker om Sveriges moderna historia men under 1823 lånat böcker om Sveriges forntida historia.
Den 17 februari 1824 skriver Geijer kontrakt med förläggaren Anders Wiborg om en upplaga på 1 500 exemplar och där Geijer får ett arvode på 16 riksdaler 32 skillingar banco för varje tryckark. Därefter har det tagit tid både att skriva klart och att få manuset tryckt hos Palmblads tryckeri i Uppsala. Den 10 juni 1825 undertecknade han förordet och följande dag har Geijer och hans vänner firat utgivningen på Tidlunds källare i Uppsala med att bekransa honom med en lager- och eklövskrans samt studerat det första tryckta exemplaret.
Den 22 juli 1825 kunde Geijer i Stockholm överlämna boken till kungen och kronprinsen.
Verkets officiella titel är "Svea Rikes häfder. Första delen" men någon del 2 publicerades aldrig. Under 1828 hade Geijer insett att det inte var möjligt att med samma utförlighet sammanfatta Sveriges historia från 900-talet till 1800-tal i ett enda band. Geijers fortsatta arbete om den svenska historien publicerades istället i tre volymer med titeln Svenska folkets historia som publicerades 1832—1836.

## Mottagande
I Sverige togs boken i det stora hela emot med likgiltighet och så gott som ingenstans blev den recenserad; däremot fick Geijer lovord för verket av historiskt intresserade personer. Författaren Brinkman skrev i ett brev till Geijer 1828 att publikens kallsinnighet beror på att allmänheten har funnit för lite nytt i boken. Däremot står det klart att Geijers vänner har säkrat hans inval i Vitterhetsakademien 1824 genom att låta ledamöterna före valet läsa korrekturark.
1826 publicerades verket på tyska i en översättning av den tyske professorn i teologi Johann Georg Veit Engelhardt med titeln "Schwedens Urgeschichte". Året därpå publicerades en tysk piratutgåva där D. G. Ekendahl satte sig själv som författare och strök huvuddelen av noterna. 1828 kom en engelsk översättning med titeln Records of Sweden.